# كونستانس ريد
كونستانس ريد (بالإنجليزية: Constance Reid)‏ هي مؤرخة الرياضيات وكاتِبة أمريكية، ولدت في 3 يناير 1918 في سانت لويس في الولايات المتحدة، وتوفيت في 14 أكتوبر 2010 في سان فرانسيسكو في الولايات المتحدة.